# Andre Dawkins
Andre Wade Dawkins (nacido el 19 de septiembre de 1991 en Fairfax, Virginia) es un jugador de baloncesto estadounidense que actualmente se encuentra sin equipo. Con 1,96 metros de estatura, juega en la posición de escolta.

## Trayectoria deportiva

### Primeros años
Nacido en Fairfax, Virginia, por su madre, Tammy Hill, Dawkins fue criado sin embargo por Andre y Pamela Dawkins. Inició su carrera en el baloncesto en la escuela secundaria en Deep Creek High School secundaria en Chesapeake, Virginia, antes de trasladarse a Atlantic Shores Christian School, donde se reclasificó como un estudiante de primer año. Era tres veces first team all-state, all-conference, y all-state tournament team selection. Fue nombrado jugador del año de la conferencia en su segundo año, después de promediar 22.4 puntos y 7.0 rebotes por partido.

### Universidad
Jugó durante cuatro temporadas con los Blue Devils de la Universidad de Duke, en las que promedió 7,1 puntos y 1,6 rebotes por partido.
Durante su estancia en Duke, en diciembre de 2009, sufrió la pérdida de su hermana Lacey, en un accidente automovilístico en el cual también resultó herida su madre, en Virginia Occidental, cuando se dirigían a ver un partido de Andre contra St. John's.
Como estudiante de primer año, era el escolta suplente en Duke cuando se proclamaron campeones. En el torneo de la NCAA Elite Eight (28 de marzo de 2010) contra Baylor, Dawkins metió dos cruciales tiros de tres puntos en la primera mitad para ayudar a Duke a seguir en el partido.
En el verano de 2012, Duke anunció que Dawkins sería redshirt (pasaría el año en blanco) en la temporada 2012-13.
El 11 de abril de 2013, Dawkins anunció que regresaba a Duke para su temporada sénior y cambió su número del 20 al 34 (un guiño a uno de sus ídolos, Ray Allen, quien cambió su número del 20 al 34 en la etapa final de su carrera cuando fichó por Miami Heat).

### Profesional
Tras no ser elegido en el Draft de la NBA de 2014, jugó con los Miami Heat la NBA Summer League, firmando por el equipo de Florida en el mes de septiembre.
El 3 de diciembre fue asignado a los Sioux Falls Skyforce de la NBA D-League. El 21 de diciembre fue llamado por los Miami Heat. El 6 de enero fue despedido de los Miami Heat tras aparecer solo en cuatro partidos. Seis días más tarde fue adquirido por los Sioux Falls Skyforce.
El 23 de enero de 2015 firmó un contrato de 10 días con los Boston Celtics, pero fue automáticamente asignado a su afiliado, los Maine Red Claws. Fue llamado por los Boston Celtics el 29 de enero pero fue asignado a Maine Red Claws ese mismo día después de un entrenamiento. El 1 de febrero, fue llamado de nuevo por los Boston Celtics para enfrentarse en el TD Garden contra su exequipo, los Miami Heat. Al día siguiente, firmó un segundo contrato de 10 días con los Boston Celtics. El 5 de febrero, fue reasignado a Maine Red Claws, solo para ser llamado de nuevo cinco días después. A raíz de la finalización de su segundo contrato de 10 días en 12 de febrero se fue de los Boston Celtics antes de jugar un partido para ellos. Dos días más tarde, regresó a los Sioux Falls Skyforce.
El 13 de agosto de 2015, Dawkins firmó con Auxilium CUS Torino de Italia para la temporada de 2015-16.
[actualizar]

## Estadísticas de su carrera en la NBA

### Temporada regular
| Año     | Equipo | PJ | PT | MPP | %TC  | %3P  | %TL  | RPP | APP | ROB | TPP | PPP |
| ------- | ------ | -- | -- | --- | ---- | ---- | ---- | --- | --- | --- | --- | --- |
| 2014-15 | Miami  | 4  | 0  | 5.5 | .167 | .167 | .000 | .5  | .3  | .0  | .0  | .8  |
| Total   | Total  | 4  | 0  | 5.5 | .167 | .167 | .000 | .5  | .3  | .0  | .0  | .8  |